# Sabine Girod
Sabine Christiane Girod (geb. Hallscheidt * 8. Dezember 1959 in Bonn) ist eine deutsch-amerikanische Fachärztin für Mund-, Kiefer- und Gesichtschirurgie. Sie leitet die Klinik für Oralchirurgie und Mund-, Kiefer- und Gesichtschirurgie der Medizinischen Hochschule der Stanford University in Stanford, Kalifornien. Ihre Forschungsgebiete umfassen die Karzinogenese im Kopf- und Halsbereich und computerassistierte-Chirurgie-Planung. Darüber hinaus arbeitet sie wissenschaftlich auf dem Gebiet der Geschlechterforschung.

## Leben
Girod studierte Zahnmedizin von 1978 bis 1983 an der Friedrich-Wilhelms-Universität Bonn und von 1984 bis 1988 Medizin an der Medizinischen Hochschule Hannover. Im Jahr 1983 erfolgte ihre Approbation als Zahnärztin, im Jahr 1989 folgte die Approbation als Ärztin. 1986 promovierte sie zur Dr. med. dent. an der Universität zu Köln und 1990 zur Dr. med. an der Medizinischen Hochschule Hannover. Von 1989 bis 1990 war sie als Forscherin und Stipendiatin der Deutschen Forschungsgemeinschaft am Dana-Farber Cancer Institute der Harvard University in Boston tätig. Ihre Ausbildung zur Fachzahnärztin für Oralchirurgie absolvierte sie an der Medizinischen Hochschule Hannover (1984 bis 1988) und zur Mund-, Kiefer-, Gesichtschirurgin an der Universität zu Köln (1991 bis 1995).
Als erste Frau in der Bundesrepublik Deutschland wurde sie 1996 im Fach der Mund-, Kiefer- und Gesichtschirurgie habilitiert und gewann als erste Frau den Martin-Waßmund-Preis, die höchste Auszeichnung der Deutschen Gesellschaft für Mund-, Kiefer- und Gesichtschirurgie. Nach Stationen als Oberärztin in der Oralchirurgie an der Medizinischen Hochschule Hannover und Privatdozentin und Oberärztin an der Friedrich-Alexander-Universität Erlangen-Nürnberg folgte sie 1999 dem Ruf auf eine Professur an die Stanford University School of Medicine, wo sie seit 2009 die klinische Leitung der Oral- und Kieferchirurgie innehat.
Sabine Girod ist verheiratet und hat einen Sohn. Sie lebt in Palo Alto.

## Wissenschaftliche Veröffentlichungen/Schwerpunkte
Seit 2007 forscht und publiziert Girod ebenfalls auf dem Gebiet der Geschlechterforschung und beschäftigt sich insbesondere mit dem Geschlechtsbezogenen Verzerrungseffekt. Sie hat zahlreiche wissenschaftliche Publikationen veröffentlicht. 2009 veröffentlichte sie das Ergebnis ihrer Forschungen zu unbewussten Vorurteilen bei der Rekrutierung von Akademikern. Im August 2016 war sie Mit-Autorin einer Studie, die Möglichkeiten einer Reduzierung des Geschlechtsbezogenen Verzerrungseffekts aufzeigt.

## Mitgliedschaften in internationalen wissenschaftlichen Vereinigungen
- 1988–2000 Mitglied im Arbeitskreis für Kieferchirurgie der Deutschen Gesellschaft für Zahn-, Mund- und Kieferheilkunde
- 1990–2000 Mitglied in der Deutschen Gesellschaft für Mund-, Kiefer- und Gesichtschirurgie
- seit 1999 Mitglied der American Society of Maxillofacial Surgeons (ASMS)
- seit 2001 Mitglied der American Cleft Palate-Craniofacial Association (ACPA)
- seit 2001 Gründungsmitglied der Deutschen Gesellschaft für Computer- und Roboterassistierte Chirurgie[4]
- seit 2002 Mitglied der Arbeitsgemeinschaft Osteosynthese Stiftung
- seit 2004 Mitglied der American Association of Oral and Maxillofacial Surgeon (AAOMS)
- seit 2010 Fellow des American College of Surgeons

## Auszeichnungen und Preise
- 1978–1983 Studienstiftung des deutschen Volkes
- 1992–1995 Lise-Meitner-Habilitationsstipendium des Landes Nordrhein-Westfalen
- 1996 Martin-Waßmund-Preis, heute: Wissenschaftspreis der DGMKG
- 2007–2009 Fellow, Michelle R. Clayman Institute for Gender Research, Stanford University, Stanford, CA[5]
- 2007–2009 McCormick Faculty Award, Dekan, Stanford University School of Medicine, Stanford, CA
- 2012–2013 Fellow, Executive Leadership in Academic Medicine (ELAM) Drexel University, Philadelphia, PA[6]